# Quo vadis? (novela)

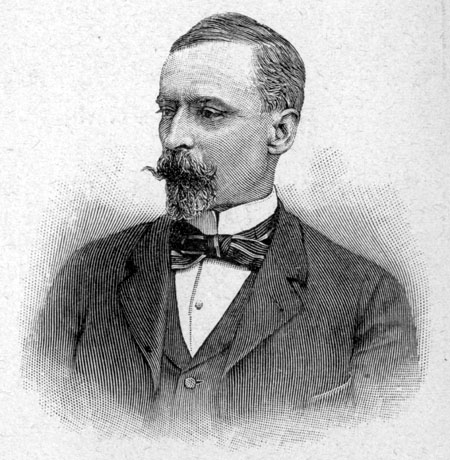
Henryk Sienkiewicz.

Quo vadis es una novela histórica del autor polaco Henryk Sienkiewicz. Fue escrita entre los años 1895 y 1896, y en ella se narran las vicisitudes de muchos y muy diferentes personajes en la época del emperador romano Nerón.

## Publicación
En un principio, entre 1895 y 1896, se publicó por episodios en el periódico Gazeta Polska de Varsovia. Su publicación en el periódico Gazeta y en los diarios Czas (de Cracovia) y Dziennik Poznański (de Poznań) fue ligeramente posterior. Un poco más tarde, la obra se editó en su conjunto y la presentación de la misma tuvo lugar en Cracovia en 1896. Una parte del manuscrito se conserva en el Ossolineum de Breslavia.

## El título
El título de la obra está en latín y significa «¿adónde vas?». Dicha expresión alude a las palabras «Quo vadis, Domine» («¿Adónde vas, Señor?») que, según la leyenda y la tradición, fueron pronunciadas por el apóstol Pedro mientras huía de Roma para ponerse a salvo de la persecución de los cristianos por orden del emperador Nerón. Ante la pregunta, Jesús responde: «Voy a ser crucificado en Roma por segunda vez porque mis propios discípulos me abandonan». Avergonzado de su cobardía, Pedro regresa a Roma para afrontar su destino: el martirio.

## Tiempo y lugar de la acción
La acción se desarrolla principalmente en Roma, ciudad con una población caracterizada entonces por una gran variedad tanto de nacionalidades como de clases sociales. La acción principal transcurre durante los seis últimos años de gobierno del emperador Nerón (63-66 d. C.) mientras que la acción del epílogo, por su parte, tiene lugar alrededor del año 68 d. C. Los acontecimientos que nos permiten delimitar el tiempo de la acción son la llegada de Vinicio a Roma tras el establecimiento de la paz con Armenia (año 63 d. C.), el incendio de Roma (año 64 d. C.), la muerte de Petronio (año 66 d. C.) y la muerte de Nerón (año 68 d. C.).

## Fábula
- El argumento principal de la novela se centra en la historia de amor entre Vinicio y Ligia,[1] dos personas que pertenecen a mundos completamente diferentes. Vinicio es un patricio romano mientras que Ligia, que desciende de un antiguo pueblo bárbaro, es cristiana y rehén en una familia romana. La trama amorosa, ficticia en su totalidad, influye decisivamente en el desarrollo de la acción en la que destaca la huida de Ligia, la búsqueda de su amada por parte de Vinicio, el intento de secuestro, la transformación y el bautismo de Vinicio, y la milagrosa salvación de Ligia en el circo. El punto culminante de la trama es el enfrentamiento de Ursus con el toro. La victoria del hombre frente al animal en la arena del circo simboliza un final feliz de la trama ya que, a partir de entonces, Ligia, Vinicio y el propio Ursus están en manos del pueblo romano.[2] Se trata de un acontecimiento clave ya que, en ese mismo momento, el pueblo da la espalda a Nerón y se declara a favor de los cristianos.
- Otro argumento de la novela, de carácter histórico, se centra en el personaje de Nerón, su afán de perseguir a los cristianos y la expansión de la fe cristiana.
- Una figura clave de la obra literaria es Petronio: patricio romano y consejero cercano de Nerón que constituye un ejemplo de gusto y elegancia de la Antigüedad clásica. Petronio simboliza la cultura clásica del pasado, grandiosa en comparación con la que reina durante el gobierno de Nerón, una cultura en constante decadencia. A lo largo de una lucha constante entre la vida y la muerte, Petronio critica la idea del emperador y pierde. Desde un principio su actitud es un suicidio y así precisamente finaliza el patricio: suicidándose entre los brazos de su amada Eunice.
- El personaje más trágico y a la vez cómico de la obra es Chilón Chilonides, un hombre sin preceptos morales que está dispuesto a todo, incluso a incriminar al más inocente. No obstante, su papel sufre una transformación importante ya que, al final, acaba muriendo crucificado en defensa de aquellos a los que incriminó: los cristianos.

## Personajes
En la novela aparecen:
- Augustales: personas más cercanas al emperador (consejeros).
- Patricios: descendientes de familias nobles romanas y miembros del Senado, aquellos que forman parte del gobierno y participan en las batallas de guerra.
- Ciudadanos romanos: pueblo libre, no especialmente adinerado (comerciantes, artesanos y pobres libres).
- Esclavos: en su mayoría rehenes de guerra sin ningún tipo de derechos; destacan los gladiadores.

### Personajes históricos

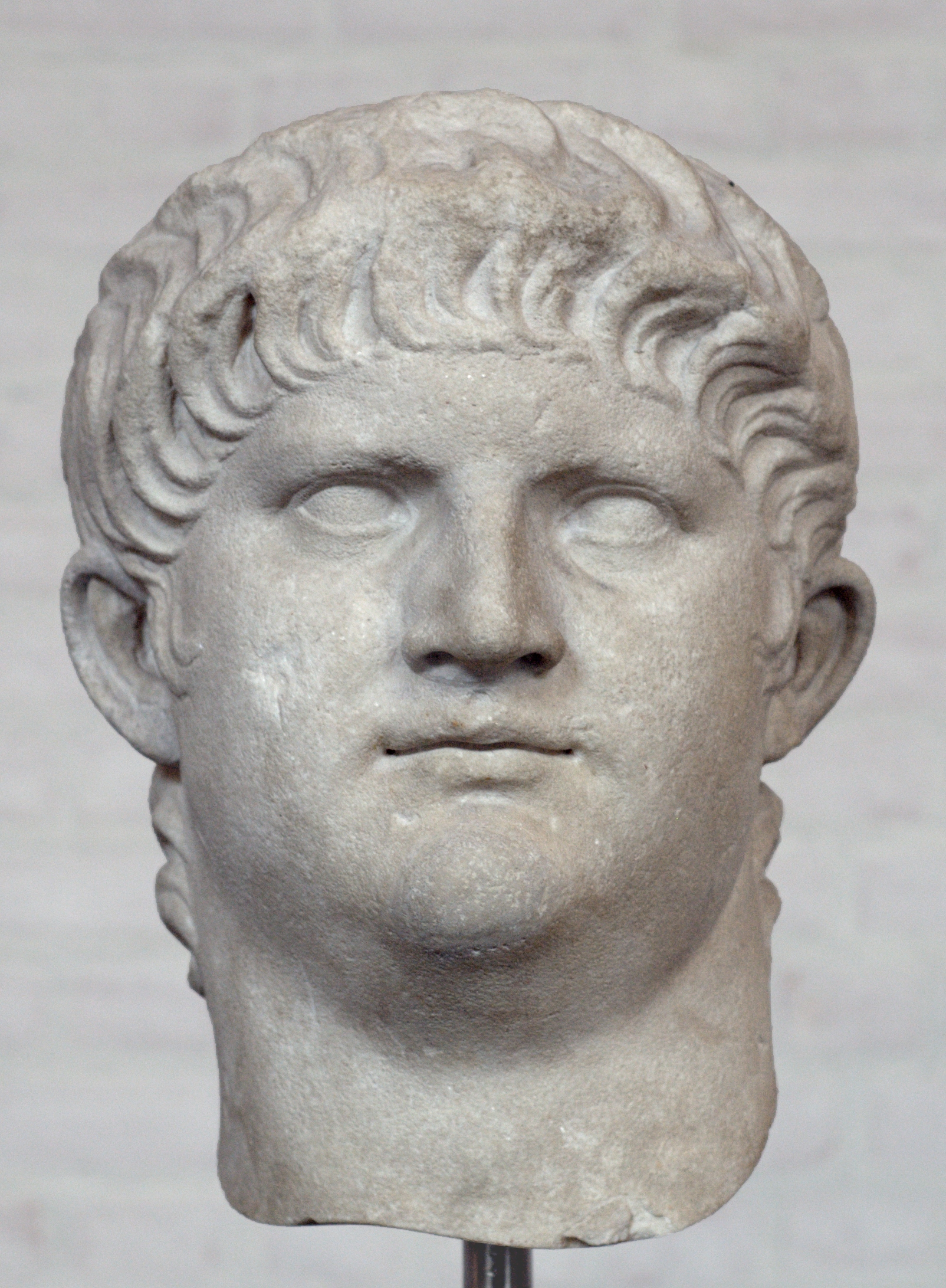
Nerón.

- Nerón (también conocido como «Mono pelirrojo», «Barbas de Cobre», «El que quema Roma» y «Matricida»): emperador romano.
- Petronio: patricio romano, poeta, epicúreo y esteta. Hombre bueno y de honor, personaje que constituye la esencia de las características positivas de la época pagana. En la obra, tío de Marco Vinicio.
- Marco Vinicio:
- Tigelino: general y prefecto de la guardia imperial romana.
- Pomponia Grecina: Madre adoptiva de Ligia.
- Popea Sabina: segunda esposa de Nerón.
- Actea: antigua amante de Nerón.
- Séneca: filósofo romano, estoico, antiguo maestro de Nerón.
- Lucano: sobrino de Séneca, poeta romano. Se suicida junto con su tío y con Petronio a raíz de las intrigas de Tigelino.
- El apóstol Pedro. Nazario es un niño que acompaña a Pedro y es mensajero de la voz del Señor para que regrese a Roma
- El apóstol Pablo.

### Personajes ficticios
- Marco Vinicio: patricio romano, soldado valiente y miembro del ejército. Se enamora de la cristiana Ligia y, a raíz de sus sentimientos, se convierte al cristianismo.
- Ligia: hija de un rey bárbaro de un pueblo lejano perteneciente a los suevos, esclava de Roma, adoptada y educada por Aulo Plaucio y su mujer Pomponia Grecina. Mujer cristiana y amada de Marco Vinicio, que huye de su enamorado para no convertirse en su amante. Gracias a ella, el joven patricio sufre una gran transformación y se convierte al cristianismo tras lo cual Ligia accede a casarse con él.
- Urso («Urbano» después del bautizo): fiel servidor de la madre de Ligia que promete defender a la cristiana en el lecho de muerte de la madre de esta. Trabaja en el molino, mata a Kroton (un gladiador) gracias a una fuerza física sobrenatural. Es muy ingenuo y crédulo, algo que se observa cuando se fía de Quilón Chilonides y cree que Glaucus es un traidor.
- Glauco: médico cristiano de ascendencia griega. Su mujer e hijos son vendidos por Chilón Chilonides como esclavos. Muere en la hoguera pero antes otorga el perdón a Chilón varias veces, lo que contribuye a la transformación final de este último.
- Crispo.
- Eunice: esclava y amante de Petronio que, por voluntad propia, elige morir por suicidio junto con su amado en lugar de vivir entre sus riquezas.
- Quilón Quilónides: filósofo griego que vive de la enseñanza. Es un farsante, le encanta el dinero (vende a los cristianos a Nerón a cambio de oro y posición y antes vende como esclavos a la mujer y a los hijos de su amigo Glaucus). Experimenta un cambio al final de la obra, tras la muerte de Glaucus.
- Germano Gulo: esclavo, tutor y educador de Marco Vinicio.

## El porqué de la obra
Muchos autores afirman que Quo vadis es una epopeya del cristianismo. El dato es innegable, aunque la obra literaria es compleja y engloba aspectos muy puntuales de la historia polaca. La obra retrata la opresión estatal que tuvo lugar en Polonia cuando esta desapareció del mapa de Europa en el año 1795. Los territorios polacos quedaron divididos entre Prusia, el Imperio ruso y el Imperio austrohúngaro y el país no volvió a aparecer como tal hasta 1918, tras el final de la Primera Guerra Mundial.
Sienkiewicz asemeja el sufrimiento que padecieron los cristianos a aquel que sufrieron los polacos. Esta filosofía interna queda reflejada ya en el propio título al relacionar la frase «Quo Vadis, Domine?» («¿Adónde vas, Señor?») con la de «Quo Vadis, homine?» («¿Adónde vas, hombre?»). Las preguntas clave que plantea el autor se podrían formular, por ende, de la siguiente manera: ¿adónde quiere llegar el ser humano sin humanidad?, ¿dónde acabaremos si olvidamos la faceta que más nos debería caracterizar?

## Argumento

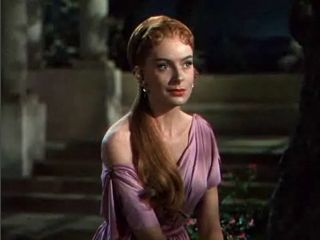
Deborah Kerr, en el papel de Ligia, de la película Quo Vadis?

La historia se basa en la vida de Ligia, hija biológica de la familia real de los ligios, quienes estaban amenazando las fronteras romanas, y el emperador Claudio con el objeto de mantener la paz en Roma, hizo un pacto con ellos, y su caudillo dejó a su esposa e hija (Ligia) como garantía de su neutralidad. Ellas fueron dejadas bajo el cuidado de Atelio Hister, un general romano de la frontera. El noble general romano Aulio Plaucio la adoptó y la llevó a Roma, en donde se criaría, ya que solo era una bebé. A su llegada a Roma fue recibido por la esposa de Plaucio, Pomponia Grecina, quien la criaría como a su hija.
Pomponia Grecina era cristiana, y por eso, Ligia también, aunque Plaucio seguía creyendo en los dioses.
El que fuera cristiana hacía a Ligia una persona bondadosa, cariñosa, y samaritana. 
Pomponia Grecina fue acusada de ser cristiana por una patricia romana, siendo juzgada por un tribunal doméstico que la absolvió. 
Ligia era cuidada por otro ligio amigo suyo y de la familia, que se llamaba Urso, quien le profesaba gran cariño a Ligia. Urso era perfecto para defender a Ligia, ya que, además de tener una altura impresionante, poseía una fuerza descomunal.
En otro lado de la historia está el noble patricio romano Petronio, hombre de un extremado refinamiento y al que le encantaba jugar con el peligro. Él se veía en una situación cómica y crítica a la vez: era el favorito del César, Nerón, quien lo veía como a su "amigo, el único que me comprende y me apoya" según Nerón, al mismo tiempo que el César se creía una gran artista, cantante y músico, siendo terrible para ello, y también para componer poesías, pero los que lo oían, por miedo a perder la cabeza, lo adoraban y fingían sufrimiento si él no cantaba, solo Petronio lo corregía, pero nunca le decía lo horrible de sus versos ni de su música. Petronio influía tanto en las decisiones del César, que lo manipulaba a su voluntad, aunque generoso, nunca usó este poder para herir ni a su peor enemigo, que era Tigelino, prefecto de la guardia pretoriana, quien deseaba ser él el favorito de Nerón. Petronio era apodado por el pueblo y los patricios con el título de "arbiter elegantiarum" (árbitro de la elegancia) por su delicadeza y refinamiento.
Debido a que Nerón se creía un dios de la música, cualquiera que osara escribir poesías o cantar mejor que él, moría, al igual que el que decía insultos sobre su poesía.
Petronio tenía un sobrino, un noble patricio y tribuno romano, Marco Vinicio, hombre fuerte pero violento.

### Vinicio enamorado
Petronio estaba en los baños de su casa cuando se enteró de la llegada de su sobrino Vinicio, quien había estado luchando contra los partos.
Después de una conversación sobre Barbas de cobre (Petronio llamaba así a Nerón como lo hacían muchos otros) refiriéndose a su forma de cantar y su vanidad, y al decir el nombre de Aulio Plaucio, Vinicio le dijo por qué lo había nombrado. Petronio, curioso, le preguntó que pasaba con Plaucio y Vinicio le recordó que cuando se dislocó la mano, Plaucio acudió a ayudarlo y lo cuidó en su casa, residiendo Vinicio algunos días en ella. Petronio dijo qué pasaba con eso, y Vinicio le dijo que ese era el asunto sobre el que quería hablarle y le dijo que se enamoró de Ligia, la rehén dada a Atelio Hister para que los ligios no traspasaran la frontera romana. Vinicio solo la vio dos veces y eso fue más que suficiente para quedar enamorado de ella, y Vinicio le habló a Petronio muy sinceramente que quería que Ligia fuera suya, hablando con pasión y con locura.
Durante su estancia en casa de Aulio Plaucio, Vinicio había conversado con Ligia , y en una de esas ocasiones, Ligia, junto al fuente, le dibujó un pez con un palito en la arena.

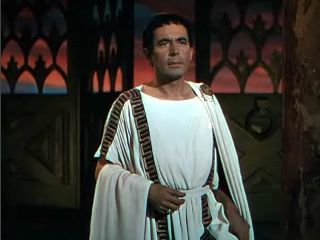
Leo Genn en el papel de Petronio, en la película Quo Vadis?

### La visita a casa de Ligia
Petronio y Vinicio fueron a visitar a Aulio Plaucio, y se quedaron conversando.
Ligia y Vinicio también conversaban, y Vinicio le hablaba con pasión de amor solamente, y tratando de que Ligia se diera cuenta del amor que Vinicio sentía por ella.
Ese día, antes de que Petronio y Vinicio salieran, Petronio le preguntó a Pomponia Grecina si creía en los dioses, a lo que esta respondió que creía en un Dios único, justo y todopoderoso.

### La solicitud de Vinicio
Vinicio seguía teniendo la soberbia y concepción de libertad romana, por consiguiente, después de enamorarse locamente de Ligia, se le ocurrió que desde ya quería "poseerla".
Para esto se dirigió a casa de Petronio, en donde le pidió ayuda para llevarse a Ligia, o, en términos más específicos, raptarla.
Amenazando que si Petronio no lo ayudaba obraría por su cuenta, Vinicio obtuvo una promesa de su tío: ya que Petronio contaba con el favor cesáreo, le pediría al César que se la llevase al Palatino en donde tendría lugar una fiesta, a la que asistiría Vinicio, y ordenaría que sus esclavos se la llevasen a su casa, donde la adornó hermosamente para la llegada de Ligia, y trataría de atraerla a su casa "por las buenas", ya que consideraba a Ligia como una reliquia.
Vinicio estaba dispuesto a todo por conseguir a Ligia, hasta asesinar Pomponia Grecina y Aulio Plaucio, secuestrarla y hasta convertirla en su concubina, haciendo evidente su crueldad de romano.

### El secuestro
Un grupo de pretorianos llegó a la casa de Aulio Plaucio, y el centurión al frente de los pretorianos le comunicó a Plaucio la orden del César, que consistía en que el César se había enterado de que en su casa estaba la hija del rey de los ligios, y, dándole las gracias, le decía que ya era hora de quitarle ese peso de encima, además era preferible que estuviera bajo la protección del César y del Senado.
Aunque Plaucio, militar que no iba y no derramó lágrimas, Pomponia Grecina si demostró su tristeza, abrazando a Ligia, y ella, apartándola cuidadosamente, se fue con los pretorianos.

### La fiesta imperial
Ligia fue encomendada a los cuidados de Actea, la mujer que hace tiempo atrás enamoró a Nerón, estando a punto de casarse, pero al final el César se arrepintió porque se enamoró de la malvada, pero bella Popea Sabina, casándose y siendo el César su tercer marido. A Actea se le permitió quedarse en el Palatino, alojándose en una de las habitaciones, pero siempre enamorada de Nerón, y le fue fiel hasta el último instante. Actea era tan inofensiva y sumisa que Popea no la consideraba un peligro, por lo que conservó la vida, ya que Popea convenció al César para que ordenara muchos asesinatos, entre los cuales están el de su esposa, para así ascender al título de Augusta, y el de su madre.
Ligia se acicaló en los aposentos de Actea y fue a la fiesta, en donde Ligia se sentó cerca de Actea. Ligia, al ver a Nerón le inspiró repugnancia y terror, debido a su cara, con facciones que la hacían cruel. Entonces, avanzada ya la fiesta, y en medio de la embriaguez y las orgías que allí se cometían, Ligia divisó a Vinicio, quien se dirigió inmediatamente hacia ella y comenzó a elogiarla.

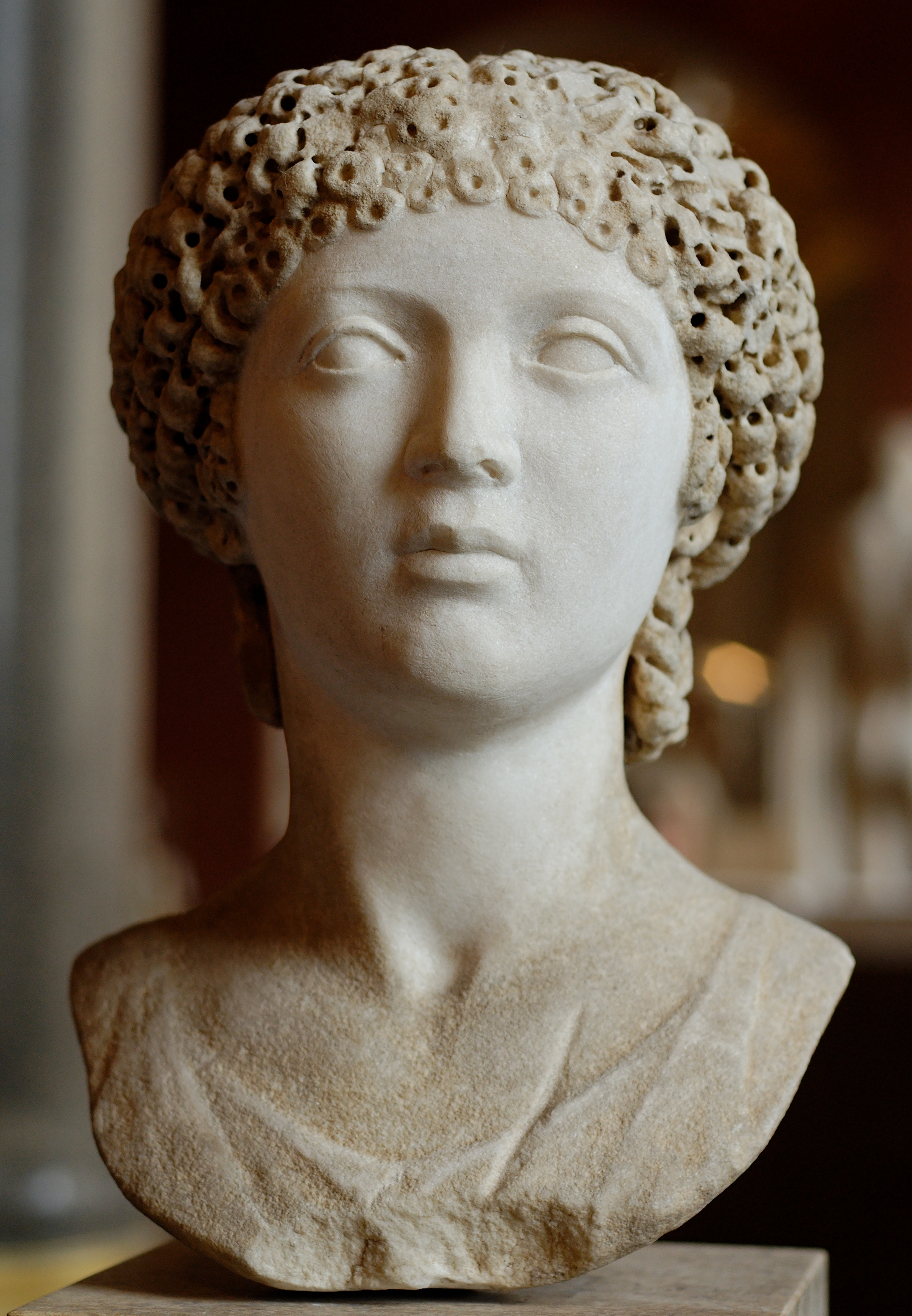
Popea Sabina, busto exhibido en el Louvre.

Ligia estaba tan tranquila con la presencia de Vinicio, creyendo que él usaría sus influencias para sacarla de allí, que la alegría la invadió, pero Vinicio, embriagándose poco a poco, llegó al punto de embriagarse por completo, y, en un arrebato, le confesó a Ligia que había sido él el que mandó que la sacaran de su casa y la llevaran al Palatino, entonces, Actea decidió sacarla de allí y llevarla afuera, donde la esperaba su fiel Ursus.
Ligia se había desmayado entre las orgías de la fiesta, y Actea la llevó afuera en donde se encontraba su fiel Urso, y Ligia, ya un poco restablecida, tramó el siguiente plan: sabía que ella era rehén del César, y por eso no podía dejar el Palatino, pero en el trayecto con los esclavos de Vinicio a su casa, Urso con un grupo de cristianos (Urso también era cristiano) para rescatarla y esconderla en algún lugar de Roma.
Actea la llevó a sus aposentos en donde la consoló, y se enteró de que Ligia sí estaba enamorada de Vinicio pero al enterarse de que fue él quien la trajo al Palatino, su corazón no resistió y ella estaba destrozada; Actea se conmovió por esto. 
A la mañana siguiente la llevó a pasear por los jardines del Palatino, en donde conversaban sentadas, hasta que vieron que se aproximaba Popea y se pararon para saludarla. Popea llevaba en brazos a la recién nacida niña augusta, hija de ella y Nerón, con quien se paseaba en compañía de sus concubinas. Detúvose para preguntar quién era Ligia, ya que quedó impresionada con su belleza, que podía competir con la suya, ya que Popea es una de las mujeres más hermosas de Roma, sino la más hermosa. Al ver que era rehén del César, se inquietó, ya que Actea había sido llamada a palacio en rehenes, y Popea pensó que el César había puesto sus ojos en Ligia. Pero cuando Ligia le dijo que Vinicio fue el que solicitó eso por boca de Petronio, Popea se tranquilizó, aunque desde ese momento odiaría a Ligia, y con una maléfica sonrisa, le dijo que ella se asegurarría que fuese esclava de Vinicio. Cuando Popea se marchó, y se encontraba a unos pocos metros, la niña comenzó a llorar.

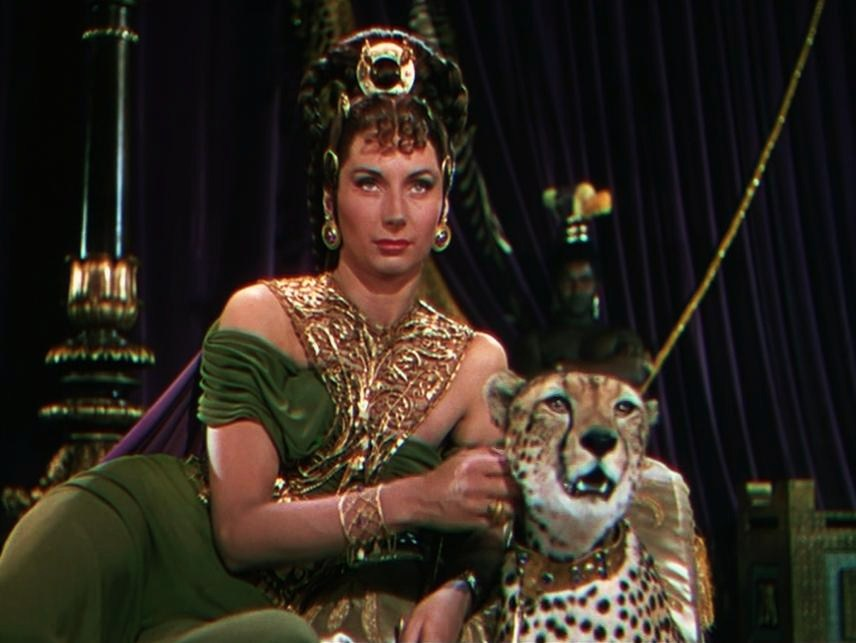
Patricia Laffan en el papel de Popea, de la película Quo Vadis?

### La huida
Y así se hizo, pues mientras viajaba en la litera conducida por esclavos, Urso y los cristianos que lo acompañaban, rescataron a Ligia, pero Urso, en medio de la batalla, accidentalmente mató a uno de los esclavos de Vinicio.
Urso era muy creyente, pero el hecho de haber asesinado, de haber pecado, lo atormentaba a cada instante.
Vinicio había preparado y adornado la casa, y esperaba a Ligia en compañía de Petronio y su novia, Crisótemis.
Al llegar los esclavos, ninguno se decidía a entrar a darle la noticia a Vinicio, hasta que uno entró. Al comunicárselo, Vinicio se puso tan furioso que lo mató, y después se arrepentiría pues ese esclavo lo había llevado en brazos cuando era solo un bebé.
Entonces se propuso encontrar a Ligia, costase lo que costase.

### La persecución
Vinicio temía que Ligia saliera de Roma, y por eso mandó a sus esclavos a ponerse en todas las puertas de salida de la ciudad, con las señas de Ligia, por si la reconocían y, en tal caso, mientras uno la seguiría otro iría a avisarle a Vinicio.
Vinicio temía que Ligia hubiese salido de Roma antes de que pusiera a sus esclavos en las puertas, y en ese caso sería difícil encontrarla. 
Petronio lo animaba diciendo que no era posible que Ligia hubiese salido de Roma, y que seguro se ocultaba con sus correligionarios en los barrios pobres, y eso también hacía difícil su búsqueda.
Petronio y Vinicio sospechaban que Ligia fue liberada por los esclavos de Aulio Plaucio, o que asaltaron la litera los pretorianos con el César, quien acostumbraba a ir de excursión por Roma con un grupo de pretorianos a asaltar literas o procesiones como diversión, aunque bien sabido era que el que se oponía y luchaba, moría.
Vinicio tuvo al principio la idea de devolverla a Pomponia Grecina ya que fue él quien pidió que la trajeran a palacio, pero un acontecimiento hizo que desechara esa idea; la niña augusta se había enfermado gravemente y Nerón y toda Roma pedían por su pronta recuperación, pero Popea culpó a Ligia de haber echado un maleficio a la niña ya que cuando pasó a su lado en los jardines, la niña se puso a llorar, hecho que era apoyado por sus concubinas.
Esta acusación ponía gravemente en peligro a Ligia quien de seguro sería asesinada.
Petronio consolaba a Vinicio diciendo que mientras no muriera la niña la acusación de Popea no sería tan grave y sería olvidada, pero a los pocos día la niña murió, y el peligro era inminente para Ligia.
Vinicio no se perdonaba el haberla arrancado de su hogar y haberla obligado a huir, el haberla obligado a asistir a una fiesta tan indigna de ella, y pensaba que si la hubiera dejado en paz la habría conquistado.

#### Quilón Quilónides
Para encontrar a Ligia en Roma era necesario introducir un espía en donde ella vivía.
Petronio poseía una esclava llamada Eunice, que no quería separarse de él, y cuando Petronio se la ofreció a Vincio en reemplazo de Ligia, Eunice se aterrorizó, más viendo que Vinicio no la quería de esclava se alegró mucho. Ella, enterada del problema de Vinicio, le recomendó a Petronio contratar a un viejo filósofo conocido de ella.
Vinicio y Petronio esperaron en la casa del segundo, hasta que recibieron la visita del filósofo, quien tenía un aspecto repugnante: no era viejo pero lo parecía, era feo, con harapos horribles, y faltándole dos dedos en la mano, al verlo por primera vez se pensaría que es jorobado; era un ser repulsivo. Se llamaba Quilón Quilónides. Se comportó con Petronio y Vinicio muy lisonjero, y les dijo que él sabría escabullirse entre los correligionarios de Ligia y encontrarla.
Con el fin de tratar de convencer a sus nuevos jefes de su honestidad, les contó la historia de que a su llegada a Nápoles había conocido a un médico llamado Glauco, con quien había viajado a Roma y en el camino los habían asaltado. Quilón, supuestamente habría combatido para defenderlo perdiendo sus dos dedos, pero le ganaron, lo golpearon y mataron a Glauco.
También dio muestras de astucia e ingenio cuando les aseguró que Aulio Plaucio no había raptado a Ligia, también les dijo que Ligia adoraba a la misma divinidad que Pomponia Grecina.
Volvió una semana después, tiempo de espera muy largo para Vinicio quien quería tener noticias de ella. Él sospechaba que Ligia era cristiana, ya que el pez que le dibujó en la arena a Vinicio era el signo de los cristianos y que se pasó la semana tratando de mezclarse entre ellos.
Vinicio se enojó con él diciendo que Ligia no podía practicar un culto tan salvaje (en Roma se pensaba que los cristianos eran enemigos de la Humanidad, que mataban niños, bebían su sangre y adoraban la cabeza de un burro, todo ello mentira) y por eso Vinicio se negaba a creer que Ligia era cristiana.

#### El dato de Actea
Vinicio, desesperado por saber de Ligia, fue a visitar a Actea en busca de información.
Actea le dijo a Vinicio que ignoraba el paradero de Ligia, pero lo encaró y le dijo que Ligia sí lo amaba, y que él le destrozó el corazón al obligarla a ver las orgías que se organizaban en el Palatino. Vinicio se alegró sobremanera al oír que Ligia lo amaba, pero, ya cuando salía del Palatino, comenzó a sentir una inmensa culpa; si no hubiera arrancado a Ligia de su hogar ella no habría sufrido, y ahora que se enteró de que lo amaba, pensó que echó todo a perder al hacer sufrir a Ligia de esa manera y llegó a la siguiente conclusión: la había perdido irremisiblemente.

#### Las correrías de Quilón
Mientras tanto Quilón no perdía el tiempo; cuando fue a visitar a Petronio y a Vinicio les dijo que se había mezclado entre los cristianos y que él era cristiano.
Con el objeto de encontrar a Ligia Quilón se mezcló entre los cristianos y se hizo cristiano deduciendo que Ligia se escondía entre ellos.
Quilón había conocido a un cristiano que le sería muy útil, he aquí su historia:
Quilón paseaba por los rincones de Roma cuando se encontró con un viejo esclavo que sacaba agua con un cubo de una fuente y a la vez lloraba. Se acercó al él y le preguntó por qué lloraba, y éste le explicó que se había dedicado su vida entera a reunir sestercio por sestercio el dinero necesario para rescatar a su hijo esclavo, y que su amo, un tal Pansa, guardaba el dinero que se le daba, pero no liberaba al hijo. Y al decir el pobre hombre el nombre de Cristo, a Quilón se le ocurrió dibujar un pez en la arena, y el anciano, identificando el signo, lo reconoció como a un correligionario. La historia del anciano es que su hijo es esclavo de Pansa, hombre encargado de transportar piedras a través del Tíber para Roma. El hijo del anciano no es lo suficientemente fuerte como para resistir el rudo trabajo que le obligan a realizar, y por eso juntaba el dinero para rescatarlo, pero Pansa prefirió quedarse con el dinero y el esclavo.
Aprovechando que el anciano, llamado Euricio, pudiera darle informaciones, y le preguntó dónde se reunían para sus prácticas. 
Quilón dijo que su alegría fue tal, al haber conseguido un cristiano, que le dijo a Petronio y Vinicio que, "en una arrebato propio de su carácter, le dio el dinero con que le había pagado Vinicio por sus servicios a Euricio, para que éste liberase a su hijo". Esta mentira fue descubierta por Petronio. Se quedó en el siguiente acuerdo: un esclavo de Vinicio acompañaría a Quilón con el dinero para liberar al hijo de Euricio; este esclavo vigilaría que Quilón no se quedase con el dinero.
Mientras Quilón hacía sus pesquisas y Vinicio se desesperaba por saber de Ligia, Petronio le escribía desde Ancio, en donde tuvo que ir como parte de la comitiva de Nerón, siendo Petronio imprescindible para éste, ya que era su consejero musical. Nerón tiene la idea de presentarse y cantar en varias ciudades romanas, pues, como se sabe, él creía que era el más grande músico.

## Versiones cinematográficas
La novela histórica Quo vadis ha sido la base de inspiración para las siguientes versiones cinematográficas:

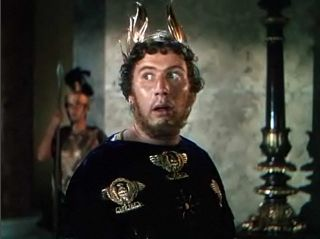
Peter Ustinov, en el papel de Nerón, en la adaptación cinematográfica de 1951.

- Quo vadis? (1913): dirigida por Enrico Guazzoni, Italia (cine mudo).
- Quo vadis (1924): dirigida por Gabriello D'Annunzio i Georg Jacoby, Italia (cine mudo).
- Quo vadis (1951): dirigida por Mervyn LeRoy, Estados Unidos.
- Quo vadis (1985): dirigida por Franco Rossi, Italia (serie de televisión).
- Quo vadis (2001): dirigida por Jerzy Kawalerowicz, Polonia.

De todos los largometrajes arriba mencionados, el más conocido es el estadounidense, con las interpretaciones de Robert Taylor, Deborah Kerr y Peter Ustinov en el papel de Nerón, una de sus más brillantes interpretaciones.